# Keith Beven
Keith John Beven (sinh ngày 23 tháng 7 năm 1950) là một nhà thủy văn người Anh, hiện đang là Giáo sư ưu tú danh dự Thủy văn ở trường đại học Lancaster. Ông là một trong những nhà khoa học thủy văn được trích dẫn nhiều nhất.

## Quá trình đào tạo
Ông tốt nghiệp đại học ngành Địa lý tại trường Đại học Bristol năm 1971 và tốt nghiệp Tiến sĩ tại trường đại học East Anglia năm 1975. Ông là trợ lý Giáo sư tại Đại học Virgina từ năm 1979 đến 1982 và gia nhập trường Đại học Lancaster vào năm 1985.

## Nghiên cứu
Lĩnh vực quan tâm chính của ông là mô hình hoá thủy văn và tìm hiểu về các bất định trong tính toán gắn với các mô hình môi trường. Ông cũng là tác giả cùng với Mike Kirkby về Khái niệm TOPMODEL và cũng là tác giả của phương pháp Tính toán Bất định Hợp lý Tổng quát (Generalised Likelihood Uncertainty Estimation - GLUE). GLUE đã được ứng dụng rộng rãi ở nhiều lĩnh vực bao gồm mô hình hoá mưa – dòng chảy, ngập lụt, mô hình hoá chất lượng nước, vận chuyển bùn cát, mô hình bổ cập và nước ngầm, mô hình phát triển thực vật, mô hình hoá cháy rừng và cây chết. Ông đang nghiên cứu một mô hình mới về dòng chảy và vận chuyển trên sườn dốc và trong lưu vực, mô hình hoá tác động của biến đổi khí hậu và quản lý đất trong dòng chảy lũ và tần suất lũ, tính toán phi tham số về quá hệ phi tuyến mưa – dòng chảy, và dự báo lũ. Ông đã công bố hơn 10 cuốn sách và hơn 350 bài báo.

## Các giải thưởng
- John Dalton Medal of the European Geophysical Society (2001)
- Linnaeus Lecture Award at Uppsala University (2002)
- Langbein Lecture Award of the American Geophysical Union (2004)
- King Carl XVI Gustaf Professorship in Environmental Science, 2006
- IAHS/WMO/UNESCO International Hydrology Prize (2009)
- Robert E. Horton Medal of the American Geophysical Union,2012
- Honorary DSc, University of Bristol, 2015.[4]